# ألوسيو بيريس ألفيس
ألوسيو بيريس ألفيس (بالبرتغالية: Aloísio Pires Alves‏) هو لاعب كرة قدم ومدرب كرة قدم برازيلي في مركز الدفاع، ولد في 16 أغسطس 1963 في بيلوتاس في البرازيل. شارك مع منتخب البرازيل لكرة القدم. أما مع النوادي، فقد لعب مع نادي إنترناسيونال ونادي برشلونة ونادي بورتو.

## وصلات خارجية
- ألوسيو بيريس ألفيس على موقع الاتحاد الدولي (مؤرشف)  (الإنجليزية)
- ألوسيو بيريس ألفيس على موقع قاعدة بيانات كرة القدم.إي يو (الإنجليزية)
- ألوسيو بيريس ألفيس على موقع ناشيونال فوتبول تيمز (الإنجليزية)
- ألوسيو بيريس ألفيس على موقع اللجنة الأولمبية الدولية (الإنجليزية)
- ألوسيو بيريس ألفيس على موقع أوليمبيديا (الإنجليزية)
- ألوسيو بيريس ألفيس على موقع اللجنة الأولمبية البرازيلية (البرتغالية)